# Bùi Đình Hoài Sa
Bùi Đình Hoài Sa (sinh ngày 11 tháng 12 năm 1991 tại Tịnh Biên, An Giang, Việt Nam) là một hoa hậu, ca sĩ và người mẫu chuyển giới người Việt Nam. Cô là Á hậu 2 Hoa hậu Chuyển giới Việt Nam 2018. Năm 2020 cô đại diện cho Việt Nam tại Hoa hậu Chuyển giới Quốc tế 2020 và đạt thành tích Top 12 chung cuộc. Ngoài ra, cô còn đăng quang cuộc thi Miss Beauty 2015, cuộc thi sắc đẹp đầu tiên dành cho người chuyển giới tại Việt Nam và được xem là Hoa hậu chuyển giới đầu tiên ở Việt Nam.

## Tiểu sử
Ngày bé, Hoài Sa ý thức được sự khác biệt về giới tính của mình nên quyết định sống thật với chính mình. Thời đi học, cô thích trang điểm, ăn mặc theo đúng sở thích. Gia đình luôn ủng hộ Hoài Sa sống đúng với giới tính.
Năm 12 tuổi, Hoài Sa rời An Giang, lên Thành phố Hồ Chí Minh lập nghiệp khi nhận ra bản thân có năng khiếu ca hát và ước mơ trở thành ca sĩ chuyên nghiệp.
Năm 25 tuổi, cô chính thức phẫu thuật chuyển giới.

## Các cuộc thi âm nhạc

### Thần tượng âm nhạc: Vietnam Idol (mùa 3)
Năm 2015, Hoài Sa tham gia Thần tượng âm nhạc: Vietnam Idol (mùa 3) nhưng chỉ lọt top 43 chung cuộc.

### Giọng hát Việt (mùa 5)
Năm 2018, cô tham gia chương trình Giọng hát Việt (mùa 5), ở vòng giấu mặt cô đã được huấn luyện viên Thu Phương lựa chọn nhưng sau đó bị loại ở vòng đối đầu, lọt top 40 chung cuộc.

## Các cuộc thi sắc đẹp

### Miss Beauty 2015
Hoài Sa lấy tên gọi mới là Hy Sa B để tham gia Miss Beauty 2015, cuộc thi sắc đẹp đầu tiên dành cho người chuyển giới tại Việt Nam và giành chiến thắng.

### Hoa hậu Chuyển giới Việt Nam 2018
Hoài Sa tham gia Hoa hậu Chuyển giới Việt Nam 2018 và cán đích ở vị trí Á hậu 2 của cuộc thi.

### Hoa hậu Chuyển giới Quốc tế 2020
Hoài Sa được chỉ định trở thành đại diện Việt Nam tại Hoa hậu Chuyển giới Quốc tế 2020 và đạt thành tích Top 12 chung cuộc.
Người chiến thắng Hoa hậu Chuyển giới Quốc tế 2020 là Valentina Fluchaire đại diện Mexico.

## Sự nghiệp thời trang

### Trình diễn thời trang
| Năm  | Chương trình thời trang          | Bộ sưu tập         | Nhà thiết kế | Vai trò |
| ---- | -------------------------------- | ------------------ | ------------ | ------- |
| 2020 | Vietnam Runway Fashion Week 2020 | Đêm Đông Cuối Cùng | Lê Long Dũng | Model   |

## Sự nghiệp âm nhạc

### Đĩa đơn
- I'm Your Cup (2020)[11]

### Video âm nhạc
- I'm Your Cup (2020)[11]

## Chương trình truyền hình

### Cố định
| Năm  | Tựa                                       | Vai trò                |
| ---- | ----------------------------------------- | ---------------------- |
| 2015 | Thần tượng âm nhạc: Vietnam Idol (mùa 3)  | Thí sinh               |
| 2018 | Chinh phục hoàn mỹ                        | Thí sinh               |
| 2018 | Giọng hát Việt: The Voice Vietnam (mùa 5) | Thí sinh               |
| 2020 | Tình yêu đam mỹ                           | Người dẫn chương trình |